# Sagat (Street Fighter)
Sagat (Nhật: サガット Sagatto, Thái: สกัด Sagad) là một nhân vật trò chơi điện tử của hãng Capcom trong loạt trò chơi đối kháng nổi tiếng Street Fighter. Sagat là nhân vật trùm cuối trong trò chơi Street Fighter đầu tiên phát hành năm 1987 và là trùm cuối đầu tiên trong loạt trò chơi này. Sagat được miêu tả là bậc thầy Muay Thái với tốc độ và sức mạnh không tưởng. Ông được gọi là "Hoàng đế Muay Thái" tại Thái Lan.

## Thiết kế
Sagat có chiều cao lý tưởng (2,26 m) và một thân hình to lớn, cơ bắp, nhờ đó nhân vật này có thể tấn công với cự ly xa. Sagat được thiết kế để trở thành một nhân vật Muay Thái điển hình: mặc quần đùi Muay Thái, đeo dây băng ở tay và chân. Chiếc quần đùi Muay Thái của ông có màu tím sọc vàng ở trò chơi Street Fighter đầu tiên, màu lam sọc đỏ trong Street Fighter II và màu lam sọc vàng trong Street Fighter Alpha. Sagat là nhân vật hói đầu.
Sagat bị chột con mắt phải trong cuộc đấu với Go Hibiki (cha của Dan Hibiki). Trong cuộc đấu đó, Sagat đã giết Go. Tuy việc bị mất một mắt khiến khả năng nhìn bị hạn chế nhưng sức mạnh và kỹ năng của Sagat vẫn không thay đổi.
Sagat có một vết sẹo lớn trên ngực, là di chứng của trận thua trước Ryu. Ông không hề có ý định che giấu vết sẹo này, và thực tế là nó luôn là sức mạnh thôi thúc ông.

## Xuất hiện

### Các trò chơi
Sagat xuất hiện lần đầu tiên trong Street Fighter phát hành năm 1987. Sau khi người chơi vượt qua 8 đối thủ đầu tiên với Ryu hoặc Ken, người chơi sẽ đến Thái Lan để gặp hai đối thủ cuối cùng là Adon và Sagat. Sau khi bị đánh bại, Sagat sẽ nói người chơi là "Đấu sĩ Đường phố mạnh nhất thế giới".
Tiếp theo, Sagat xuất hiện trong Street Fighter II, nằm trong Bốn bậc thầy lớn. Trong trò chơi này xuất hiện vết sẹo trên ngực mà Sagat đã lãnh phải trong cuộc đấu với Ryu. Cũng như những nhân vật trùm khác, Sagat trở thành nhân vật có thể điều khiển trong Street Fighter II': Champion Edition.
Sagat tái xuất trong trò chơi Street Fighter Alpha. Trong loạt Alpha, Sagat là một phần trong tổ chức Shadaloo của M. Bison nhưng rời đi trong Alpha 3. Sagat còn xuất hiện trong trò chơi mới đây là Street Fighter IV.

### Khác
Sagat còn xuất hiện trong anime Street Fighter II: The Animated Movie, loạt chương trình TV Street Fighter II V của Nhật và phim Street Fighter.

## Đón nhận
IGN xếp Sagat ở vị trí thứ 11 trong "top 25 nhân vật Street Fighter" của họ, nhấn mạnh ông là một trong số ít những nhân vật đầu tiên của Street Fighter. Gamespy xếp Sagat trong "top 25 gã cực kỳ mạnh" của trò chơi điện tử và đề cao diện mạo của ông. GameDaily xếp Sagat ở vị trí thứ 8 trong "top 20 nhân vật Street Fighter mọi thời đại", đề cao vai trò là trùm cuối đầu tiên và diện mạo. Sagat còn đứng thứ 22 trong danh sách nhân vật tốt nhất năm 1991 của tạp chí Gamest ở Nhật Bản.